# 1925 no teatro

## Nascimentos
| Data           | Nome                   | Profissão                                                        | Nacionalidade | Observações | Ref |
| -------------- | ---------------------- | ---------------------------------------------------------------- | ------------- | ----------- | --- |
| 21 de março    | Peter Brook            | diretor                                                          | Reino Unido   |             |     |
| 8 de abril     | Marisa Sanches         | atriz                                                            | Brasil        | m. 2002     |     |
| 26 de maio     | Carmen Montejo         | atriz, escritora e diretora teatral                              | México        | m. 2013     |     |
| 26 de junho    | Isabel da Nóbrega      | escritora                                                        | Portugal      |             |     |
| 10 de setembro | Luiz Francisco Rebello | advogado, dramaturgo, crítico e historiador de teatro e ensaísta | Portugal      |             |     |
| ??             | Sérgio Hingst          | ator                                                             | Brasil        |             |     |

## Mortes
| Data | Nome | Profissão | Nacionalidade | Observações | Ref |
| ---- | ---- | --------- | ------------- | ----------- | --- |